# Турузбаевка
Турузбаевка — река в России, протекает по Свердловской области. Устье реки находится в 571 км по левому берегу реки Тура. Длина реки составляет 85 км.

## Притоки
- 54 км: Кумарья
- 58 км: Киндейка

## Данные водного реестра
По данным государственного водного реестра России относится к Иртышскому бассейновому округу, водохозяйственный участок реки — Тура от впадения реки Тагил и до устья, без рек Тагил, Ница и Пышма, речной подбассейн реки — Тобол. Речной бассейн реки — Иртыш.
Код объекта в государственном водном реестре — 14010502312111200006015.